# 13 novembre en sport
13 octobre 13 décembre
Chronologies thématiques
- Croisades
- Ferroviaires
- Disney

Le 13 novembre (317e jour de l'année ou 318e en cas d'année bissextile) en sport.

## Événements

### XIXesiècle
- 1875 :
  - (Football américain) : un match de football américain entre les Bulldogs de Yale et de Harvard Crimson a lieu pour la première fois. Harvard Crimson gagne 4 : 0.
- 1886 :
  - (Boxe) : à San Francisco, l'Américain John L. Sullivan assomme l'Irlandais Paddy Ryan dans le troisième round. Il conserve son titre[1]

### XXesièclede1901à1950
- 1904 :
  - (Automobile) : à Ostende, Paul Baras établit un nouveau record de vitesse terrestre : 168,22 km/h.
- 1910 :
  - (Football) : le Stade helvétique — l'autre club de football de Marseille, représentant de la colonie suisse établie dans la cité phocéenne — plusieurs fois « champion du littoral » remporte 3-1 le premier derby « marseillais » face à l'Olympique de Marseille, devant plus d'un millier de spectateurs au stade de l'Huveaune.

### XXesièclede1951à2000
- 1988 :
  - (Formule 1) : Grand Prix automobile d'Australie.
- 1994 :
  - (Formule 1) : Grand Prix automobile d'Australie.

### XXIesiècle
- 2007 :
  - (Natation) : à Stockholm, lors de la 1re journée de la 5e étape de la Coupe du monde de natation 2007, Stefan Nystrand bat le record d'Europe du 100 mètres nage libre en petit bassin, le portant à 46 s 48.
- 2009 :
  - (Rugby à XV) : à Toulouse, le XV de France bat l'Afrique du Sud en Test-Match par le score de 20 à 13.
- 2011 :
  - (Formule 1) : Grand Prix d'Abou Dabi.
- 2016 :
  - (Compétition automobile /Formule 1) : sur le Grand Prix du Brésil disputé sur le Circuit d'Interlagos, perturbé par la pluie et interrompu à deux reprises, Lewis Hamilton s'impose devant Nico Rosberg et revient à 12 points de l'Allemand. Le titre se jouera à Abu Dhabi deux semaines plus tard.
  - (Tennis /Fed Cup) : doubles tenantes du titre, les Tchèques remportent la finale de la Fed Cup contre la France à Strasbourg. Karolína Plíšková et Barbora Strycova ont apporté le point décisif à leur équipe en disposant de la paire Caroline Garcia-Kristina Mladenovic lors du double (7-5 7-5). Il s’agit du cinquième titre en six ans pour la République tchèque.
- 2017 :
  - (Football /Mondial /Barrages des éliminatoires) : 4e journée des barrages intercontinentaux et de la zone Europe et la Suède se qualifie face à l'Italie (1-0, 0-0).
  - (Ski alpin /Disparition) : le descendeur français David Poisson est mort lors d'une chute à l'entraînement à Nakiska, au Canada, à l'âge de 35 ans, annonce la FFS[2].
  - (Voile /Course en double) : les Français Thomas Coville et Jean-Luc Nélias remportent la Transat Jacques-Vabre à bord de leur Sodebo Ultim. Les deux marins se sont imposés à Salvador de Bahia, au Brésil, après 7 jours, 22 heures, 7 minutes et 27 secondes. Ils devancent le duo Sébastien Josse-Thomas Rouxel, qui terminent deuxième.
- 2021
  - (Football) : L'équipe de France battent leur record de but face au Kazakhstan (8 - 0). Kylian Mbappé marque son premier quadruplé de sa vie.

## Naissances

### XIXesiècle
- 1852 :
  - Jarvis Kenrick, footballeur anglais. († 29 janvier 1949).
- 1858 :
  - Joseph Lindsay, footballeur écossais. (8 sélections en équipe nationale). († 12 octobre 1933).
- 1860 :
  - Torjus Hemmestveit, skieur de nordique norvégien et américain. († 13 juin 1930).
- 1871 :
  - Billy Beats, footballeur anglais. (2 sélections en équipe nationale). († 6 avril 1936).
- 1879 :
  - John Grieb, gymnaste et athlète d'épreuves combinées américain. Champion olympique du concours par équipes puis médaillé d'argent du triathlon aux Jeux de Saint-Louis 1904. († 10 décembre 1939).
- 1881 :
  - Joseph Cattarinich, hockeyeur sur glace canadien. († 7 décembre 1938).
- 1883 :
  - Leo Goodwin, nageur plongeur et joueur de water-polo américain. Champion olympique du 4 × 50 yards nage libre et du water-polo puis médaillé de bronze du plongeon en longueur aux Jeux de saint-Louis 1904 et ensuite médaillé de bronze du relais 4 × 200 m nage libre aux jeux de Londres 1908. († 25 mai 1957).

### XXesièclede1901à1950
- 1911 :
  - Buck O'Neil, joueur de baseball américain. († 6 octobre 2006).
- 1939 :
  - Karel Brückner,  entraîneur de football tchécoslovaque puis tchèque. Sélectionneur de l'équipe de République tchèque de 2002 à 2008 puis de l'équipe d'Autriche de 2008 à 2009.
- 1945 :
  - Masahiro Hasemi, pilote de courses automobile japonais.
- 1947 :
  - Karel Brückner, footballeur et ensuite entraîneur tchécoslovaque puis slovaque. Champion d'Europe de football 1976. (39 sélections avec l'équipe de Tchécoslovaquie). Entraîneur de l'équipe victorieuse de la Coupe d'Asie des vainqueurs de coupe 1994.
- 1950 :
  - Slobodan Antić, footballeur yougoslave puis serbe.
  - Gilbert Perreault, hockeyeur sur glace canadien.

### XXesièclede1951à2000
- 1951 :
  - Gérard Lelièvre, athlète de marche puis entraîneur et dirigeant sportif français.
- 1953 :
  - Steve Williams, athlète de sprint américain.
- 1962 :
  - Shaun Lynn, pilote de courses de rallyes automobile britannique.
- 1964 :
  - Ronald Agenor, joueur de tennis haïtien.
  - Timo Rautiainen, copilote de rallye finlandais. Champion du monde des rallyes 2000 et 2002. (30 victoires en rallyes).
- 1967 :
  - Stanley Brundy, basketteur américain.
- 1968 :
  - Pat Hentgen, joueur de baseball américain.
- 1969 :
  - Eduardo Berizzo, footballeur puis entraîneur argentin.
- 1973 :
  - David Auradou, joueur de rugby puis entraîneur français. Vainqueur des Grand Chelem 2002 et Grand Chelem 2004. (41 sélections en équipe de France).
  - Budge Pountney, joueur de rugby écossais. Vainqueur du Tournoi des cinq nations 1999. (31 sélections en équipe nationale).
- 1974 :
  - Christian Giménez, footballeur argentin.
  - Cyril Revillet, footballeur français.
- 1975 :
  - Sarah Pitkowski, joueuse de tennis française.
- 1977 :
  - Liliya Shobukhova, athlète de fond et demi-fond russe. Championne d'Europe de cross-country par équipe 2005
- 1979 :
  - Ron Artest, basketteur américain.
  - Manuela Montebrun, athlète de lancers de marteau française. Médaillée de bronze aux Mondiaux d'athlétisme de 2003 et de 2005. Médaillée de bronze aux CE d'athlétisme de 2002.
  - Guillaume Pons, basketteur français.
- 1980 :
  - Benjamin Darbelet, judoka français, champion d'Europe en 2003, vice-champion olympique en 2008.
  - Laurens ten Dam, cycliste sur route néerlandais.
  - Hubert Dupont, cycliste sur route français.
  - François-Louis Tremblay, patineur de vitesse canadien. Champion olympique du relais 5 000 m aux Jeux de Salt Lake City 2002 puis médaillé d'argent du 500 m et du relais 5 000 m aux Jeux de Turin 2006 et champion olympique du relais 5 000 m et médaillé de bronze du 500 m aux Jeux de Vancouver 2010.
- 1981 :
  - Sona Taumalolo, joueur de rugby tongien. (20 sélections en équipe nationale).
- 1982 :
  - Denis Buntić, handballeur croate. Médaillé de bronze aux Jeux de Londres 2012. (116 sélections en équipe nationale).
  - Daniela Klemenschits, joueuse de tennis autrichienne. († 9 avril 2008).
  - Sandra Klemenschits, joueuse de tennis autrichienne.
- 1983 :
  - Rémi Fournier, footballeur français.
  - Maleli Kunavore, joueur de rugby fidjien. (7 sélections en équipe nationale). († 16 novembre 2012).
- 1984 :
  - Lucas Barrios, footballeur argentino-paraguayen. (33 sélections avec l'équipe du Paraguay).
  - Jason Garrison, hockeyeur sur glace canadien.
  - Daniel Yeboah, footballeur ivoirien. (10 sélections en équipe nationale).
- 1987 :
  - Dana Vollmer, nageuse américaine. Championne olympique du relais 4 × 200 m nage libre aux Jeux d'Athènes 2004 puis championne olympique du 100 m papillon, du relais 4 × 200 m nage libre et du 4 × 100 m 4 nages aux Jeux de Londres 2012 et ensuite médaillée d'argent du relais 4 × 200 m nage libre et de bronze du 100 m papillon aux Jeux de Rio 2016. Championne du monde de natation du relais 4 × 200 m nage libre 2007, championne du monde de natation du 100 m papillon et du 4 × 100 m 4 nages 2011 puis championne du monde de natation du relais 4 × 100 m 4 nages 2013.
- 1988 :
  - Niklas Backman, footballeur suédois.
- 1990 :
  - Brenden Dillon, hockeyeur sur glace canadien.
  - Jerzy Janowicz, joueur de tennis polonais.
  - Rhys Ruddock, joueur de rugby à XV irlandais. Vainqueur du Tournoi des Six Nations 2014. (23 sélections en équipe nationale).
- 1991 :
  - Betlhem Desalegn, athlète de demi-fond et de fond émiratie. Championne d'Asie d'athlétisme du 1500m et du 5 000m 2013
  - Alexandre Ferreira, volleyeur portugais. (90 sélections en équipe nationale).
  - Yannick Hanfmann, joueur de tennis allemand.
  - Andreï Louniov, footballeur russe. (3 sélections en équipe nationale).
- 1992 :
  - Gheorghe Gajion, joueur de rugby à XV modalvo-roumain. (13 sélections avec l'équipe de Moldavie puis 9 avec celle de Roumanie).
  - Shabazz Muhammad, basketteur américain.
  - Paul Willemse, joueur de rugby franco-sud-africain.
- 1994 :
  - Laurien Leurink, hockeyeuse sur gazon néerlandaise. Médaillée d'argent aux jeux de Rio 2016. Championne du monde hockey sur gazon féminin 2018. Championne d'Europe de hockey sur gazon féminin 2017. (68 sélections en équipe nationale).
  - Sean Walker, hockeyeur sur glace canadien. (8 sélections en équipe nationale).
- 1996 :
  - Kyara Linskens, basketteuse belge.
  - Maxuella Lisowa-Mbaka, basketteuse belge.
- 1997 : 
  - Lucille Gicquel, volleyeuse française. Victorieuse de Ligue des champions 2021. (111 sélections en équipe de France).
- 1999 :
  - Lando Norris, pilote de Formule 1 britannique.
- 2000 :
  - Lou Massenberg, plongeur allemand. Champion d'Europe de plongeon du tremplin à 3 m synchronisé mixte et médaillé d'argent par équipes 2018.

### XXIesiècle
- 2002 :
  - Emma Raducanu, joueuse de tennis britannique.
- 2003 :
  - Mikel Jauregizar, footballeur espagnol.
- 2005 :
  - Leny Yoro, footballeur français.

## Décès

### XXesièclede1901à1950
- 1945 :
  - József Eisenhoffer, 45 ans, footballeur puis entraîneur hongrois. (8 sélections en équipe nationale). (° 8 novembre 1900).
- 1950 :
  - Jean Rey, 25 ans, coureur cycliste français. (° 29 mai 1925).

### XXesièclede1951à2000
- 1951 :
  - Walter, 39 ans, footballeur brésilien. (3 sélections en équipe nationale). (° 17 juillet 1912).
- 1956 :
  - Dave Trottier, joueur de hockey sur glace canadien. Champion olympique avec l'équipe du Canada lors des Jeux d'hiver de 1928. Vainqueur de la Coupe Stanley en 1935 avec les Maroons de Montréal. (° 25 juin 1906).
- 1969 :
  - Cecil Dillon, 61 ans, joueur de hockey sur glace américain. Vainqueur de la Coupe Stanley en 1933 avec les Rangers de New York. (° 26 avril 1908).
- 1972 :
  - Arnold Jackson, 81 ans, athlète de demi-fond britannique. Champion olympique du 1 500 m aux Jeux de Stockholm en 1912. (° 5 avril 1891).
- 1973 :
  - Richard von Frankenberg, 51 ans, pilote de course automobile puis journaliste allemand. (° 4 mars 1922).
- 1977 :
  - Aron Pollitz, 81 ans, footballeur suisse. Vice-champion olympique lors des Jeux de Paris en 1924. (23 sélections en équipe nationale). (° 11 février 1896).
- 1979 :
  - Frank Wallace, 57 ans, footballeur américain. (7 sélections en équipe nationale). (° 15 juillet 1922).
- 1984 :
  - Shizō Kanakuri, 93 ans, athlète de fond japonais. (° 20 août 1891).
- 1987 :
  - Galliano Rossini, 60 ans, tireur sportif italien. Champion olympique de fosse olympique lors des Jeux de 1956 puis médaillé d'argent de la même discipline aux Jeux olympique de Rome en 1960. (° 17 mai 1927).
- 1989 :
  - Victor Davis, 25 ans, nageur canadien. Champion olympique du 200 m brasse et médaillé d'argent du 100 m brasse et du 4 × 100 m 4 nages aux Jeux de Los Angeles 1984 puis médaillé d'argent du 4 × 100 m 4 nages aux Jeux de Séoul 1988. Champion du monde de natation du 100 m brasse 1986. (° 10 février 1964).
- 1990 :
  - Helen Dettweiler, 75 ans, golfeuse américaine. (° 5 décembre 1914).
- 1991 :
  - Georges Winckelmans, 81 ans, footballeur puis entraîneur français. (° 14 juillet 1910).
- 1992 :
  - Waldemar Malak, 22 ans, haltérophile polonais. Médaillé de bronze des moins de 100 kg lors des Jeux olympiques de 1992. (° 17 juillet 1970).
- 1993 :
  - Alex Cook, 85 ans, joueur de hockey sur glace canadien. (° 15 novembre 1907).
- 1995 :
  - Gilbert Bertrand, 70 ans, joueur de rugby à XV français. (° 20 janvier 1925).
- 1997 :
  - James Couttet, 76 ans, skieur alpin français. Médaillé d'argent du slalom et de bronze du combiné aux Jeux de Saint-Moritz 1948. Champion du monde de ski alpin de la descente 1938 puis médaillé d'argent de la descente et de bronze du géant aux Mondiaux 1950. (° 6 juillet 1921).
- 1998 :
  - Red Holzman, 78 ans, joueur puis entraîneur de basket-ball américain. Champion NBA en tant que joueur en 1951 avec les Royals de Rochester. Champion NBA en tant qu'entraîneur en 1970 puis en  1973 avec les Knicks de New York. Sélectionneur de l'équipe nationale de Porto Rico en 1967. (° 10 août 1920).
- 2000 :
  - Menachem Ashkenazi, 66 ans, arbitre de football israélien. (° 6 août 1934).

### XXIesiècle
- 2002 :
  - Juan Alberto Schiaffino, 77 ans, footballeur puis entraîneur uruguayen puis italien. Champion du monde de football en 1950. Vainqueur de la Coupe des villes de foires 1961. (21 sélections avec l'équipe d'Uruguay et 4 avec l'équipe d'Italie). Sélectionneur de l'équipe d'Uruguay de 1974 à 1975. (° 28 juillet 1925).
- 2007 :
  - André Caillau, 69 ans, joueur de rugby à XV français. (° 8 avril 1938).
- 2008 :
  - William Miller, 96 ans, athlète américain. Champion olympique de saut à la perche aux Jeux d'été de 1932. (° 1er novembre 1912).
- 2010 :
  - Richard Van Genechten, 80 ans, coureur cycliste néerlandais. Vainqueur de la Flèche wallonne en 1956  et du Tour de Catalogne 1958. (° 23 juillet 1930).
- 2011 :
  - Jacek Arlet, 89 ans, joueur de basket-ball polonais. (19 sélections en équipe nationale). (° 19 juin 1922).
  - Bobsam Elejiko, 30 ans, footballeur nigérian puis belge. (° 18 août 1981).
  - Solly Tyibilika, 32 ans, joueur de rugby sud-africain.(° 23 juin 1979).
- 2013 :
  - Todd Christensen, 57 ans, joueur américain de football américain. Vainqueur du Super Bowl en 1981 puis en 1984 avec les Raiders de Los Angeles. (° 3 août 1956).
  - Thierry Gerbier, 48 ans, biatlhète français. Médaillé d'argent du relais 4 × 7,5 km et médaillé de bronze de la course par équipes lors des Championnats du monde de 1990. (° 21 septembre 1965).
  - Mauro Nesti, 78 ans, pilote automobile italien. (° 12 août 1935).
- 2014 :
  - Alvin Dark, 92 ans, joueur de baseball puis dirigeant sportif américain. (° 7 janvier 1922).
  - Howard Lee, 85 ans, joueur de hockey sur glace canadien. Médaillé de bronze lors des Jeux olympiques d'hiver de 1956. (° 13 octobre 1929).
  - Nicolaas Smit, 35 ans, joueur de rugby à XV sud-africain. (° 30 octobre 1979).
- 2015 :
  - Giorgio Bambini, 70 ans, boxeur italien. Médaillé de bronze des poids lourds aux Jeux olympiques de 1968. (° 24 février 1945).
  - Henk Visser, 83 ans, athlète néerlandais. Tituaire du record d'Europe du saut en longueur entre 1956 et 1959. (° 23 mars 1932).
- 2016 :
  - Federico Edwards, 85 ans, footballur argentin. (° 25 janvier 1931).
- 2017 :
  - Bobby Doerr, 99 ans, joueur de baseball américain. (° 7 avril 1918).
  - Miklós Holop, 92 ans, joueur de water-polo hongrois. Vice-champion olympique lors des Jeux d'été de 1948. (° 2 février 1925).
  - Park Jung-bae, 50 ans, footballeur sud-coréen. (36 sélections en équipe nationale). (° 19 février 1967).
  - David Poisson, 35 ans, skieur alpin français. Médaillé de bronze de la descente aux Mondiaux de ski alpin 2013. (° 31 mars 1982).
- 2018 :
  - Pierre Bertrand, 91 ans, joueur de rugby à XV français. (° 27 octobre 1927).
  - David Stewart, 71 ans, footballeur écossais. (1 sélection en équipe nationale). (° 11 mars 1947).
  - Kalevi Viskari, 90 ans, gymnaste artistique finlandais. Vice-champion du monde du concours par équipes en 1950 puis médaillé de bronze de la même épreuve lors des Jeux olympiques d'été de 1952. (° 15 juin 1928).
- 2019 :
  - Kieran Modra, 47 ans, athlète, nageur et coureur cycliste handisport australien. Médaillé de bronze du 100m C3 dos et 200m B3 dos aux Jeux de Barcelone 1992, champion paralympique du tandem mixte sur 200m open aux Jeux d'Atlanta 1996, champion paralympique de la poursuite en tandem B1–3 et du sprint tandem B1–3 puis médaillé de bronze en tandem B1–3, en contre-la-montre sur route aux Jeux d'Athènes 2004, champion paralympique de la poursuite individuelle (B & VI 1-3) et médaillé de bronze du contre-la-montre de 1 km (B & VI 1-3) aux Jeux de Pékin 2008, champion paralympique de la poursuite individuelle B aux Jeux de Londres 2012 puis médaillé de bronze du contre-la-montre masculin catégorie B sur route aux Jeux de Rio 2016. (° 27 mars 1972).
  - Raymond Poulidor, 83 ans, cycliste sur route français. Vainqueur du Tour d'Espagne 1964, de Milan-San Remo 1961 et de la Flèche wallonne 1963. (° 15 avril 1936).
  - José Veloso, 82 ans, footballeur espagnol. (4 sélections en équipe nationale). (° 23 mars 1937).
- 2020 :
  - Vidin Apostolov, 79 ans, footballeur bulgare. (22 sélections en équipe nationale). (° 17 octobre 1941).
  - Terry Duerod, 64 ans, joueur de basket-ball américain. Champion NBA en 1981 avec les Celtics de Boston. (° 29 juillet 1956).
  - Mohand Chérif Hannachi, 70 ans, footballeur algérien. (3 sélections en équipe nationale). (° 15 février 1950).
  - Paul Hornung, 84 ans, joueur américain de football américain. Vainqueur du championnat NFL en 1961, 1962 et 1965 ainsi que du 1er Super Bowl avec  les Packers de Green Bay. (° 23 décembre 1935).
  - Jim Pace, 59 ans, pilote automobile américain. (° 1er février 1961).
  - Louis Rostollan, 84 ans, coureur cycliste français. Vainqueur du Critérium du Dauphiné libéré en 1958. (° 1er janvier 1936).
- 2021 :
  - Ivo Georgiev, 49 ans, footballeur bulgare. (1 sélection en équipe nationale). (° 12 mai 1972).
  - Sam Huff, 87 ans, joueur puis entraîneur américain de football américain. (° 4 octobre 1934).
  - Clive Wilderspin, 91 ans, joueur de tennis australien. (° 3 avril 1930).
- 2023 :
  - Emilia Brangefält, 21 ans, athlète suédoise. Médaillée de bronze du trail court lors des Championnats du monde de 2022. (° 10 mai 2002).
  - Ignacio Poletti, 93 ans, joueur de basket-ball argentin. (° 28 avril 1930).
- 2024 :
  - Luis Soares, 60 ans, athlète français. (° 24 mars 1964).